# Chojnów
Chojnów là một thị trấn thuộc Legnicki, tỉnh Dolnośląskie ở miền tây nam Ba Lan. Thị trấn có diện tích 5 km². Đến ngày 1 tháng 1 năm 2011, dân số của thị trấn là 14328 người và mật độ 2693 người/km².